# 孟表
孟 表（もう ひょう、435年 - 515年）は、中国の南北朝時代の軍人・官僚。字は武達。本貫は済北郡蛇丘県。

## 経歴
青州・徐州が北魏の手に落ちると、孟表は江南に渡り、南朝斉に仕えて馬頭郡太守となった。
太和18年（494年）、馬頭郡に拠ったまま北魏に帰順し、輔国将軍・南兗州刺史に任じられた。馬頭郡太守を兼ね、譙県侯の爵位を受け、渦陽に駐屯した。太和22年（498年）、斉の豫州刺史の裴叔業に渦陽を60日あまり包囲された。城中は食糧が尽き、朽ちた革や草木の皮や葉を食べて飢えをしのぎ、防戦につとめた。北魏の鎮南将軍王粛が義陽の包囲を解いて引き返し、渦陽の救援にやってくると、裴叔業は渦陽の包囲を解いて撤退した。
孟表は防戦の功により汶陽県開国伯に封じられた。征虜将軍・済州刺史に転じ、散騎常侍・光禄大夫の位を受けた。平西将軍の号に進んだ。宣武帝の末年、平東将軍・斉州刺史に転じた。
延昌4年（515年）、死去した。享年は81。安東将軍・兗州刺史の位を追贈された。諡は恭といった。
子の孟崇が後を嗣ぎ、昌黎済北二郡太守に上った。

## 伝記資料
- 『魏書』巻61 列伝第49
- 『北史』巻37 列伝第25